# 马特维·什基里亚托夫
马特维·费奥多罗维奇·什基里亚托夫（俄语：Матвей Фёдорович Шкирятов；1883年8月15日—1954年1月18日）是俄国革命家，苏联国务和党务活动家。

## 生平
1883年生于图拉省一个贫农家庭。少年时代做过做缝纫工。1906年参加俄国社会民主工党，从事革命活动。1909年被捕。出狱后在莫斯科布尔什维克党组织活动。1910年再次被捕，并被逐出莫斯科。在顿河畔罗斯托夫继续地下革命工作。不久后再一次又被捕，并被放逐到沃洛格達省三年。1915年因第一次世界大战被征入伍。
在服役期间，他与图拉和莫斯科的地下党组织保持密切联系。1917年二月革命时期，他被军队中的布尔什维克组织推选出来，参加莫斯科工兵代表苏维埃，他在莫斯科卫戍部队以及莫斯科各工厂对群众进行了组织和动员工作。他还担任布尔什维克莫斯科党委会军事组织局委员。十月革命爆发后，他是图拉革命军事委员会委员。
1918年8月，他被选为全俄缝纫工人工会中央委员会书记，并担任俄共（布）莫斯科市委员会委员。1920年，转任缝纫工人工会莫斯科省分会主席。1921年，转入俄共（布）中央委员会工作，领导了中央党员审查和清党工作委员会。在俄共（布）十一大上，希基里亚托夫做了清党总结报告，并入选为中央监察委员。
从1923年起，他开始担任俄共（布）中央监察委员会主席团委员。此后还被选为苏联中央执行委员会和全俄中央执行委员会委员。
在1934年联共（布）十七大会议上，希基里亚托夫被选为联共（布）中央委员会监察委员会委员。在联共（布）十八大上，当选党中央委员会委员。从一九三九年到一九五二年，他是联共（布）中央委员会的党监察委员会的副主席。
在苏共十九大上，希基里亚托夫被选为苏共中央委员会委员，并被任命为苏共中央监察委员会主席。
1954年1月18日在莫斯科去世。安葬于克里姆林宮紅場墓園。
获列宁勋章三枚，奖章多枚。

## 人物
什基里亚托夫长期领导党员审查和清党工作委员会（监察委员会），处决了一大批异见分子。尽管他没有内务部领导人叶若夫和贝利亚知名度高，但他直接或间接参与了斯大林时代的大清洗审判，是列宁格勒案件的主要执行者之一。与贝利亚等不同，他没有在之后的政治运动中失势。